# Circle of Life
«Circle of Life» (en español: "El círculo de la vida") —"El ciclo de la vida" en España y "El ciclo sin fin" en Latinoamérica— es una canción de Disney de 1994 de la película El rey león.

## Información
La canción fue compuesta por Elton John y la letra por Tim Rice y fue interpretada por Carmen Twillie y Lebo M. y estuvo nominada al Óscar a la mejor canción original en 1994, junto con otras dos canciones de El rey león: "Can You Feel the Love Tonight" y "Hakuna Matata". "Can You Feel the Love Tonight" ganó el premio. La canción alcanzó el puesto 11° en el Reino Unido y el 18° en los Estados Unidos.

## Posicionamiento en listas
| Listas (1994-1995)                           | Posición |
| -------------------------------------------- | -------- |
| Alemania (Offizielle Deutsche Charts)        | 10       |
| Austria (Ö3 Austria Top 40)                  | 30       |
| Bélgica (Flandes) (Ultratop 50)              | 5        |
| Canadá Canadá Adult Contemporary (RPM)       | 1        |
| Canadá Canadá Top Singles (RPM)              | 3        |
| Estados Unidos (Adult Contemporary)          | 2        |
| Estados Unidos Billboard Hot 100             | 18       |
| Estados Unidos Mainstream Top 40 (Pop Songs) | 26       |
| Irlanda Irlanda (IRMA)                       | 9        |
| Nueva Zelanda (Recorded Music NZ)            | 13       |
| Países Bajos (Dutch Top 40)                  | 5        |
| Reino Unido (UK Singles Chart)               | 11       |
| Suecia (Sverigetopplistan)                   | 3        |
| Suiza (Schweizer Hitparade)                  | 2        |

## Versión de 2003
La canción fue grabada en el 2003 por el Círculo de Estrellas de Disney Channel, un grupo de actores y actrices que han aparecido en las series de televisión de Disney Channel y las películas originales. El alineamiento fue significativamente diferente cuando su siguiente grabación, "A Dream Is A Wish Your Heart Makes", fue lanzado tres años más tarde.

### Cantantes
- Hilary Duff (De Lizzie McGuire y Cadet Kelly)
- Raven-Symoné (De That's So Raven, Kim Possible The Cheetah Girls y The Cheetah Girls 2)
- Anneliese van der Pol (De That's So Raven)
- Orlando Brown (De That's So Raven y La familia Proud)
- Kyla Pratt (De La familia Proud)
- Tahj Mowry (De Kim Possible y Smart Guy)
- A.J. Trauth (De Even Stevens y The Even Stevens Movie)
- Christy Carlson Romano (De Even Stevens, The Even Stevens Movie, Kim Possible y Cadet Kelly)

## Otras versiones
- 2002: Rosa López. («El ciclo de la vida». Incluida en el álbum Canta Disney de OT)